# Campionati svedesi di sci alpino 1996
I Campionati svedesi di sci alpino 1996 si svolsero a Särna nel mese di marzo. Il programma incluse gare di discesa libera, supergigante, slalom gigante, slalom speciale e combinata, sia maschili sia femminili.
Trattandosi di competizioni valide anche ai fini del punteggio FIS, vi parteciparono anche sciatori di altre federazioni, senza che questo consentisse loro di concorrere al titolo nazionale svedese.

## Risultati

### Uomini

#### Discesa libera
| Pos. | Atleta         | Nazione |
| ---- | -------------- | ------- |
| 1    | Tobias Hellman | Svezia  |
| 2    | ?              | ?       |
| 3    | ?              | ?       |

#### Supergigante
| Pos. | Atleta        | Nazione |
| ---- | ------------- | ------- |
| 1    | Patrik Järbyn | Svezia  |
| 2    | ?             | ?       |
| 3    | ?             | ?       |

#### Slalom gigante
| Pos. | Atleta           | Nazione   | Tempo   |
| ---- | ---------------- | --------- | ------- |
| 1    | Fredrik Nyberg   | Svezia    | 1:48,18 |
| 2    | Patrik Järbyn    | Svezia    | 1:48,55 |
| 3    | Johan Wallner    | Svezia    | 1:49,53 |
| 4    | Kalle Palander   | Finlandia | 1:49,79 |
| 5    | Anders Andersson | Svezia    | 1:50,01 |
| 6    | Magnus Oja       | Svezia    | 1:50,04 |
| 7    | Tobias Hellman   | Svezia    | 1:50,07 |
| 8    | Anders Wiggerud  | Svezia    | 1:50,09 |
| 9    | Emanuel Isaxon   | Svezia    | 1:50,26 |
| 10   | Nicklas Nääs     | Svezia    | 1:50,47 |

Data: 29 marzo

#### Slalom speciale
| Pos. | Atleta           | Nazione   | Tempo   |
| ---- | ---------------- | --------- | ------- |
| 1    | Mika Marila      | Finlandia | 1:34,27 |
| 2    | Martin Hansson   | Svezia    | 1:34,68 |
| 3    | Johan Wallner    | Svezia    | 1:35,22 |
| 4    | Ronny Jevard     | Norvegia  | 1:35,87 |
| 5    | Juha Järvi       | Finlandia | 1:36,75 |
| 6    | Arnt Georg Kolle | Norvegia  | 1:36,76 |
| 7    | Janne Leskinen   | Finlandia | 1:37,56 |
| 8    | Emanuel Isaxon   | Svezia    | 1:37,58 |
| 9    | Tobias Hellman   | Svezia    | 1:37,77 |
| 10   | Peter Lind       | Svezia    | 1:38,30 |

Data: 30 marzo

#### Combinata
| Pos. | Atleta        | Nazione |
| ---- | ------------- | ------- |
| 1    | Johan Wallner | Svezia  |
| 2    | ?             | ?       |
| 3    | ?             | ?       |

### Donne

#### Discesa libera
| Pos. | Atleta        | Nazione |
| ---- | ------------- | ------- |
| 1    | Linda Ydeskog | Svezia  |
| 2    | ?             | ?       |
| 3    | ?             | ?       |

#### Supergigante
| Pos. | Atleta        | Nazione |
| ---- | ------------- | ------- |
| 1    | Linda Ydeskog | Svezia  |
| 2    | ?             | ?       |
| 3    | ?             | ?       |

#### Slalom gigante
| Pos. | Atleta             | Nazione | Tempo   |
| ---- | ------------------ | ------- | ------- |
| 1    | Erika Hansson      | Svezia  | 1:54,85 |
| 2    | Ylva Nowén         | Svezia  | 1:55,82 |
| 3    | Ingrid Helander    | Svezia  | 1:56,82 |
| 4    | Anna Ottosson      | Svezia  | 1:56,63 |
| 5    | Janette Hargin     | Svezia  | 1:56,72 |
| 6    | Pernilla Wiberg    | Svezia  | 1:57,38 |
| 7    | Hanna Orre         | Svezia  | 1:57,50 |
| 8    | Sandra Hälldahl    | Svezia  | 1:58,50 |
| 9    | Linda Ydeskog      | Svezia  | 1:58,81 |
| 10   | Kristina Andersson | Svezia  | 1:59,11 |

Data: 28 marzo

#### Slalom speciale
| Pos. | Atleta                 | Nazione   | Tempo   |
| ---- | ---------------------- | --------- | ------- |
| 1    | Pernilla Wiberg        | Svezia    | 1:45,94 |
| 2    | Kristina Andersson     | Svezia    | 1:46,22 |
| 3    | Linda Ydeskog          | Svezia    | 1:46,68 |
| 4    | Ylva Nowén             | Svezia    | 1:47,95 |
| 5    | Ingrid Helander        | Svezia    | 1:48,59 |
| 6    | Erika Hansson          | Svezia    | 1:48,73 |
| 7    | Hanna Orre             | Svezia    | 1:49,60 |
| 8    | Martina Fortkord       | Svezia    | 1:50,26 |
| 9    | Petra Olamo            | Finlandia | 1:51,63 |
| 10   | Sigríður Þorláksdóttir | Islanda   | 1:55,11 |

Data: 30 marzo

#### Combinata
| Pos. | Atleta        | Nazione |
| ---- | ------------- | ------- |
| 1    | Linda Ydeskog | Svezia  |
| 2    | ?             | ?       |
| 3    | ?             | ?       |